# Icke-cellulärt liv

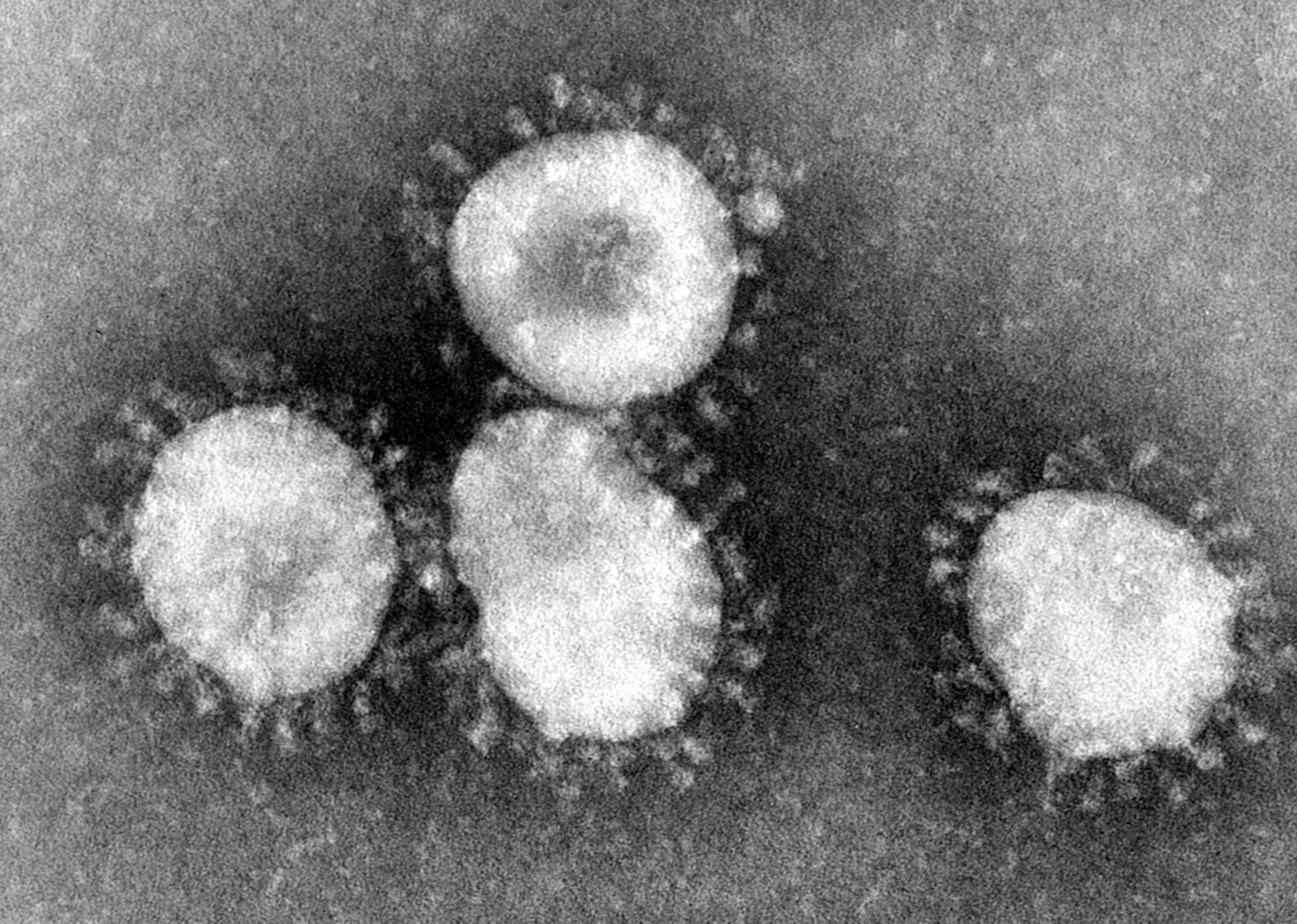
Coronavirus är en form av icke-cellulärt liv.

Icke-cellulärt liv (Acytota) är liv som existerar utan en cellulär struktur. Denna term förutsätter den fylogenetiska vetenskapliga klassificeringen av virus som livsformer, vilket är en kontroversiell fråga. Historiskt sett postulerade de flesta definitioner av liv att en organism måste bestå av en eller flera celler, men detta anses inte längre nödvändigt då vissa och moderna kriterier tillåter livsformer baserade på andra strukturella arrangemang.
De primära kandidaterna för icke-cellulärt liv är virus. Vissa biologer anser att virus är organismer, men andra gör det inte. Deras primära invändning är att inga kända virus är kapabla till autonom reproduktion eftersom de måste lita på celler för att kopiera dem.

## Virus som icke-cellulärt liv
Naturen hos virus var oklart i många år efter att de upptäcktes som patogener. De beskrevs som gifter eller toxiner till en början, sedan som "infektiösa proteiner", men med framstegen inom mikrobiologin blev det tydligt att de också hade genetiskt material, en definierad struktur och förmågan att spontant samlas från sina beståndsdelar. Detta ledde till en omfattande debatt om huruvida de borde betraktas som i grunden organiska eller oorganiska - som mycket små biologiska organismer eller mycket stora biokemiska molekyler - och sedan 1950-talet har många forskare tänkt att virus existerar på gränsen mellan kemi och liv, en gråzon mellan levande och icke levande.
Virusreplikation och självmontering har betydelse för studiet av livets ursprung eftersom det ger ytterligare tilltro till hypoteserna att celler och virus kunde ha börjat som en pool av replikatorer där självisk genetisk information parasiterade på producenter av RNA-världen, som två strategier för att överleva, som erhållits som svar på miljöförhållanden, eller som självmonterande organiska molekyler.

## Viroider
Viroider är de minsta infektiösa patogenerna som biologer känner till, och består enbart av korta strängar av cirkulärt, enkelsträngat RNA utan proteinhölje. De är mestadels växtpatogener och några är djurpatogener, av vilka några är av kommersiell betydelse. Viroida genom är extremt små i storlek, från 246 till 467 nukleobaser. Som jämförelse är genomet för de minsta kända virus som kan orsaka en infektion av sig själva omkring 2 000 nukleobaser i storlek. Viroider är de första kända representanterna för ett nytt biologiskt område av subvirala patogener.
Viroid RNA kodar inte för något protein. Dess replikationsmekanism kapar RNA-polymeras II, ett värdcellsenzym som normalt förknippas med syntes av budbärar-RNA från DNA, som istället katalyserar "rullande cirkel"-syntes av nytt RNA med hjälp av viroidens RNA som mall. Vissa viroider är ribozymer, som har katalytiska egenskaper som tillåter självklyvning och ligering av genom av enhetsstorlek från större replikationsmellanprodukter.
Viroider uppnådde betydelse bortom växtvirologi eftersom en möjlig förklaring till deras ursprung är att de representerar "levande reliker" från en hypotetisk, uråldrig och icke-cellulär RNA-värld före utvecklingen av DNA eller protein. Denna uppfattning föreslogs första gången på 1980-talet, och återvann popularitet på 2010-talet för att förklara avgörande mellanliggande steg i livets utveckling från livlös materia (abiogenes).

### Obelisker
I januari 2024 tillkännagavs den möjliga upptäckten av viroidliknande, men distinkta, RNA-baserade element som kallas obelisker. Obelisker hittades i sekvensdatabaser av det mänskliga mikrobiomet och finns möjligen i tarmbakterier. De skiljer sig från viroider genom att de kodar för två distinkta proteiner, kallade obliner, och för den förutsagda stavliknande sekundära strukturen av deras RNA.

## Taxonomi
När man diskuterar livets taxonomiska domäner används termerna "Acytota" och "Aphanobionta" ibland som namn på ett viralt kungarike, domän eller imperium. Motsvarande cellulära livsnamn skulle vara Cytota. Icke-cellulära organismer och cellulärt liv skulle vara de två översta underavdelningarna av livet, varvid livet som helhet skulle vara känt som organismer, Naturae, Biota eller Vitae. Taxonen Cytota skulle omfatta tre egna underavdelningar på högsta nivå, domänerna Bacteria, Archaea och Eukarya.
Den första universella gemensamma förfadern (FUCA) är ett exempel på föreslagen icke-cellulär livsform i taxonomi, eftersom det är den tidigaste förfadern till LUCA, dess systerlinjer och varje för närvarande levande cell.